# Madascincus igneocaudatus
Espèce
Synonymes
- Gongylus igneocaudatus Grandidier, 1867
- Amphiglossus igneocaudatus (Grandidier, 1867)

Statut de conservation UICN

 LC  : Préoccupation mineure
Madascincus igneocaudatus est une espèce de sauriens de la famille des Scincidae.

## Répartition
Cette espèce est endémique de Madagascar.

## Publication originale
- Grandidier, 1867 : Liste des reptiles nouveaux découverts, en 1866, sur la côte sud-ouest de Madagascar. Revue et Magazine de Zoologie (Paris), sér. 2, vol. 19, p. 232-234 (texte intégral).